# Le Sens de la famille
Pour plus de détails, voir Fiche technique et Distribution.
Le Sens de la famille est une comédie française réalisée par Jean-Patrick Benes, sortie en 2021.
Le film fait 480 129 entrées, ce qui est considéré comme un échec au box-office,[Quand ?].

## Synopsis
Un soir, alors qu'ils sont en vacances dans un parc d'attractions, Sophie, infirmière désemparée aide sa fille Chacha (7 ans) à réaliser un devoir de mathématiques. Son autre fille, Valentine, 17 ans, est sur son téléphone portable. Alain, le papa, « dort » dans la chambre parentale. Léo (14 ans), le fils, est dans le salon. Chacha avoue à sa mère que son frère (Léo) se drogue. Ensuite, pendant la nuit, leurs esprits sont transférés dans le corps de quelqu'un d'autre.

## Fiche technique
- Titre : Le Sens de la famille
- Réalisation : Jean-Patrick Benes
- Scénario : Jean-Patrick Benes, Allan Mauduit, Martin Douaire et Thibault Valetoux
- Musique : Christophe Julien
- Montage : Antoine Vareill
- Photographie : Gilles Porte
- Costumes : Marie-Laure Lasson
- Décors : Jérémy Streliski
- Production : Antoine Rein, Fabrice Goldstein et Antoine Gandaubert
- Sociétés de production : Karé Productions, Gaumont Production, Groupe M6, France 2 Cinéma et UMedia
- SOFICA : Cinéventure 5, Cofimage 31, SG Image 2018
- Société de distribution : Gaumont Distribution
- Pays de production :  France
- Durée : 92 minutes
- Genre : comédie
- Dates de sortie :
  - France : 30 juin 2021

## Distribution
- Franck Dubosc : Alain /échangé du corps/ Chacha/ Valentine / Lama l'animal
- Alexandra Lamy : Sophie échangé du corps/ Valentine/ Alain le papa/la Mamie Thérèse
- Christiane Millet : Mamie Thérèse /échangé du corps/ Léo/ Chacha
- Artus : Christophe
- Jackie Berroyer : Roger
- Rose de Kervenoaël : Chacha échangé du corps/ maman/maman / papa Alain
- Anaëlle Othenin-Girard : Léo échangé du corps/Alain le papa/Chacha/Valentine
- Mathilde Roehrich : Valentine échangé du corps/Léo/mamie/Léo
- Gil Alma : Gilles
- Christophe Canard : Titi
- Michaël Vander-Meiren : Jean-Phi
- Philippe Uchan : Docteur Petrowski
- Marc Citti : Monsieur Roulier
- Caroline Charlety : Madame Roulier
- Sébastien Chabal : Lui-même
- Emmanuel Bonami : Colonel
- Claire Guillon : Une patiente
- Margot Maricot : La vieille dame
- Jean-Luc Porraz : Barman parc
- Benjamin Bellecour : Médecin
- Emmanuel Salmon : Thomas
- Antoine Bordes : Julian
- Thibault Le Guellec : Baptiste
- Nino Antoine : Fils Roulier
- Lucas Lyons : un rugbyman "journaliste stagiaire"

## Lieux de tournage
Une partie du film a été tournée à  Chanceaux une commune au nord de Dijon et à Dijon en octobre 2019 dans une dizaine de lieux du centre-ville, au parc d'attraction Plopsaland De Panne et notamment au restaurant Speakeasy, cours Général-de-Gaulle et du Parc, à l'école élémentaire Dampierre, au stade de rugby Bourillot ou encore l'imprimerie ICO.
Quelques scènes ont également été tournées à Dunkerque.